# Usnea Plug
Usnea Plug är en bergstopp i Antarktis. Den ligger i Sydshetlandsöarna. Argentina, Chile och Storbritannien gör anspråk på området. Toppen på Usnea Plug är 30 meter över havet.
Terrängen runt Usnea Plug är huvudsakligen kuperad, men den allra närmaste omgivningen är varierad. Havet är nära Usnea Plug västerut. Trakten är obefolkad. Det finns inga samhällen i närheten. 